# Biel Bienne (journal)
Pour les articles homonymes, voir Biel/Bienne (homonymie).
Biel Bienne est un hebdomadaire bilingue suisse gratuit, fondé en 1978 à Bienne, dans le canton de Berne. Il fut le premier journal gratuit de son genre, lancé par le Bureau Cortesi, dirigé par Mario Cortesi, journaliste, cinéaste, critique de cinéma et ancien politicien biennois. Entre autres, des journalistes réputés y ont fait leurs premières armes, tels Frank A. Meyer et Peter Rothenbühler.

## Description
Il est aujourd'hui le plus grand journal de la région biennoise, son rayon de distribution n'englobe pas uniquement la ville de Bienne et son agglomération mais aussi le Jura bernois, le Seeland et la région soleuroise de Granges. La rédaction bilingue rédige chaque article dans les deux langues officielles de la ville de Bienne, le Français et l'Allemand, ce qui en fait le plus grand journal bilingue de Suisse.
Il existe environ 150 titres de journaux gratuits en Suisse, cependant Biel Bienne remporte un réel succès puisqu'il est l'un des plus lus de cette catégorie. Chaque ménage dans le rayon de distribution reçoit l'hebdomadaire gratuitement, une fois par semaine, dans sa boîte aux lettres.
En tenant compte de la presse régionale biennoise, soit Le Journal du Jura et le Bieler Tagblatt, le journal Biel Bienne reste le plus lu de la région.

## Tirage
Biel Bienne est tiré à 107 333 exemplaires pour environ 109 000 lecteurs en mars 2007.

## Collaborateur célèbre
- Jack Rollan, auteur de la rubrique Le Bonjour de Jack Rollan, a tenu une chronique humoristique hebdomadaire dans le journal pendant 29 ans, jusqu'à son décès en 2007.